# 福吉村
福吉村（ふくよしむら）は、福岡県糸島郡にあった村。現在の糸島市の一部。

## 地理
二丈岳の西麓、十坊山の北麓に位置し、北西は玄界灘に面していた。

## 歴史

### 沿革
- 1889年（明治22年）4月1日 - 町村制の施行により、怡土郡鹿家村、吉井村、福井村が合併して村制施行し、福吉村が発足[1][2]。
- 1896年（明治29年）4月1日 - 郡の統合により糸島郡に所属[1][3]。
- 1955年（昭和30年）1月1日 - 糸島郡深江村、一貴山村と合併し二丈村を新設して廃止された[1][2]。

## 交通

### 鉄道
- 1923年（大正12年）- 北九州鉄道 浜崎 – 福吉間開通。福吉駅・鹿家駅開設[1]。
- 1924年（大正13年）- 北九州鉄道 福吉 – 前原間開通[1]
- 1925年（大正14年）- 大入駅開設[1]
- 1926年（大正15年）- 北九州鉄道 博多 - 東唐津間開通[1]
- 1937年（昭和12年）- 筑肥線に改称[1]。